# Diecéze zabulonská
Diecéze Zabulon je titulární diecéze římskokatolické církve, ustanovená roku 1697 papežem Inocencem XII. a/nebo 1933 papežem Piem XI., pojmenovaná podle starověkého města Zabulon v dnešním Izraeli. Toto město se nacházelo v provincii Palestina I.

## Titulární biskupové
- Bernardus Martineau (1697 – ?) – Funkce: ?
- Petrus Ferreux (1697 – 1699) – Funkce: ?
- Louis Champion de Cicé (1700 – 1727) – Funkce: apoštolský vikář Siamu
- od 1727 – vacant